# Бургас и морето
„Бургас и морето“ е български национален конкурс за поп песен, провеждан в Летен театър (Бургас). Организатор на конкурса е община Бургас, а патрон на събитието е кметът на община Бургас. Фестивалът е един от най-популярните от рода си в страната, а след последното издание на Златния Орфей през 1999 г. се превръща в най-известния и авторитетен поп конкурс в България.

## История
Националният конкурс е създаден през 1973 година. Първоначалното име на конкурса е „Песни за морето, Бургас и неговите трудови хора“ (до 1990 г., включително). В началото конкурсът е организиран от Общинския съвет за култура в Бургас, Българското национално радио, Българската национална телевизия, Държавно обединение „Музика“ и завода за грамофонни плочи „Балкантон“. В първото му издание през 1973 г. песента „Зимно море“ по музика на Тончо Русев и текст на Петър Караангов, в изпълнение на Мустафа Чаушев, получава първа награда. Много песни от този форум, които са наградени през годините, се превръщат в любими на много почитатели на българската музика. След 1980 година, така както и на „Златният Орфей“ след 1982 г., периодичността на конкурса „Песни за морето, Бургас и неговите трудови хора“ е нарушена с решение да се провежда през година. До края на 1980-те години песните в конкурса са били съпровождани от Естрадния оркестър „Бургас“ с ръководител Иван Панталеев, след което има период, в който те звучат на плейбек, а през последните години – с различни сборни оркестрови формации, но най-често с оркестър „Горещ пясък“ (от гр. Бургас) с ръководител Стефан Диомов. На конкурса се връчват Голямата награда на публиката, на професионалното жури и отделно три награди. Сред хитовите песни от фестивала са „Семеен спомен за Поморие“ (м. Атанас Косев, т. Недялко Йорданов, изп. Стефка Берова и Йордан Марчинков) – втора награда през 1975 г., „Сбогом, мое море“ (м. Чавдар Селвелиев, т. Валери Петров, изп. Катя Филипова) – първа награда през 1981 г., „Песен за стария моряк“ (м. Зорница Попова, т. Йордан Янков, изп. Георги Христов) – първа награда през 1987 г. и други. Основен аранжьор на музиката за фестивала е оркестър от община Бургас.
След 1990 година фестивалът е временно преустановен. Възстановен е през 1996 г. с активното участие на Стефан Диомов, но под името „Бургас и морето“. Изданието на конкурса през 2020 г. не се провежда заради малкия брой подадени песни, той се отлага за 2021 г.
На 1 август 2021 г. се провежда специалната втора вечер на фестивала „Бургас и морето“, посветена на Ваня Костова.
На 29 юли 2023 г. се провежда 40-ото издание на фестивала и се отбелязват 50 години от първото издание на „Бургас и морето“.

## Водещи
Водещи на конкурса са били: Орлин Горанов, Мария Илиева, Христо Гърбов, Асен Блатечки, Тони Димитрова, Камелия Воче, Иван Лечев, Димитър Рачков, Мария Игнатова, Георги Любенов, Александра Сърчаджиева, Николай Сотиров, Елена Петрова, Симеон Колев, Богдана Трифонова, Ненчо Илчев, Мая Бежанска, Катерина Евро, Александър Кадиев, Камен Воденичаров с ко-водещи – Стоян Памуков, Юрий Ангелов, Димитрина Тенева, Невена Цанева и Ива Папазова. Водещи на конкурса са били също Моню Монев, Красимир Ранков, Албена Михова, Драгомир Драганов (телевизионен водещ), Атанас Стоянов от БГ Радио, Здрава Каменова, Милена Маркова.

## Жури
Жури на конкурса са били: Борис Карадимчев, Тончо Русев, Вили Казасян, Иван Кутиков, Хайгашот Агасян, Михаил Белчев, Орлин Горанов, Тони Димитрова, Дони, Дани Милев, Йорданка Христова, Валентин Пензов, Силвия Кацарова, Мими Иванова, Развигор Попов, Стефан Димитров, Димитър Маджаров, Йорданка Христова, Ева Найденова, Веселин Пренеров, Димитър Гетов, Димитър Атанасов, Кирил Вълчев, братя Аргирови, Наско Стоянов от БГ Радио, Цанислав Петков, Веселин Маринов, Ваньо Вълчев, Диана Саватева, Петър Алексиев и др.

## Дати на провеждане

### В периода след 2002 г.
- 2002 – 6 август
- 2003 – 2 август, 3 август
- 2004 – 6 август, 7 август
- 2005 – 6 август, 7 август
- 2006 – 4 август, 5 август
- 2007 – 3 август, 4 август
- 2008 – 2 август, 3 август
- 2009 – 1 август, 2 август
- 2010 – 31 юли
- 2011 – 30 юли
- 2012 – 28 юли
- 2013 – 3 август
- 2014 – 26 юли
- 2015 – 1 август
- 2016 – 30 юли
- 2017 – 29 юли
- 2018 – 28 юли
- 2019 – 3 август
- 2020 – не се провежда
- 2021 – 31 юли, 1 август
- 2022 – 30 юли
- 2023 – 29 юли
- 2024 – 28 юли
- 2025 – 26 юли

## Победители
- 1973 – „Зимно море“ (м. Тончо Русев, т. Петър Караангов) – Мустафа Чаушев („Първа награда“)
„Знам, море“ (м. Митко Щерев, т. Стефан Банков – Мими Иванова („Награда на публиката“) (1-во издание)
- 1974 – „И вятърът пее тази песен“ (м. Иван Пантелеев, т. Стефан Бонев) – Росен Петров (2-ро издание)
- 1975 – „Сбогуване“ (м. Стефан Диомов, т. Стефан Гоцев) – ВГ „Тоника“ (3-то издание)
- 1976 – „Малка песен за Бургас“ (м. Борис Карадимчев, т. Недялко Йорданов) – Борис Гуджунов (4-то издание)
- 1977 – „Морето на моето детство“ (м. Константин Ташев, т. Недялко Йорданов) – Стефка Берова и Йордан Марчинков (5-о издание)
- 1978 – „Моето мъжко момиче“ (м. Найден Андреев, т. Недялко Йорданов) – Маргарита Хранова и Стефан Данаилов (6-о издание)
- 1979 – „Разказвай ми“ (м. Стефан Диомов, т. Милчо Спасов) – ВГ „Тоника СВ“ (7-о издание)
- 1980 – „Момчето, което говори с морето“ (м. Константин Ташев, т. Недялко Йорданов) – Панайот Панайотов (8-о издание)
- 1981 – „Сбогом, мое море“ (м. Чавдар Селвелиев, т. Валери Петров) – Катя Филипова (9-о издание)
- 1982 – „Някога по дългия бряг“ (м. Константин Ташев, т. Недялко Йорданов) – Тодор Колев („I награда“) (10-о издание)
- 1983 – не се провежда
- 1984 – не се провежда
- 1985 – „Пътища обратни“ (м. Александър Бръзицов, т. Матей Стоянов) – Орлин Горанов (11-о издание)
- 1986 – не се провежда
- 1987 – „Песен за стария моряк“ (м. Зорница Попова, т. Йордан Янков) – Георги Христов (12-о издание)
- 1988 – не се провежда
- 1989 – не се провежда
- 1990 – „Моряшка тъга“ (м. Петър Петров, т. Радостина Маринова) – Емилия Кирова (13-о издание)
- 1991 – не се провежда
- 1992 – не се провежда
- 1993 – не се провежда
- 1994 – не се провежда
- 1995 – не се провежда
- 1996 – голяма награда не е присъдена (няма професионално жури)
  - „Имало в Бургас“ (м. Георги Найденов, т. Иван Ненков) – дует „Домино“ („Награда на публиката“) (14-о издание)
- 1997 – „Вятър в платната“ (м. Георги Найденов, т. Иван Ненков) – дует „Домино“ („Награда на публиката“)
„Пиратски кораб“ (м. Александър Кипров, Цветан Владовски, Данаил Драганов, т. Михаил Белчев) – дует „Ритон“ („I награда“) (15-о издание)
- 1998 – „Старецът и морето“ (м. Стефан Маринов, т. Иван Ненков) – Тони Димитрова („Награда на публиката“)
„Звезди в мойта нощ“ (м. Ваня Костова, ст. Петя Дубарова) – Ваня Костова („I награда“) (16-о издание)
- 1999 – „Балкански синдром“ – Тони Димитрова („Награда на публиката“)
„Магьосници“ – Роберта („I награда“) (17-о издание)
- 2000 – „Пясъчно момиче“ (м. Росалин Наков, т. Иван Тенев) – Орлин Горанов („Награда на публиката“)
„Море от нежност“ (м. Иван Михайлов, т. Пейо Пантелеев) – Ваня Костова („I награда“) (18-о издание)
- 2001 – „Лятото“ – Пламен Ставрев („I награда“) (19-о издание)
- 2002 – „Хълмът с лудата трева“ – Пламен Ставрев („Награда на публиката“)
„Пепел е любовта“ – Ваня Костова („I награда“) (20-о издание)
- 2003 – „Там, край бавната река“ (м. и т. Росен Сеновски) – Тони Димитрова („Награда на публиката“)
„Ах, как можах да те пусна“ (м. Стефан Димитров, т. Пейо Пантелеев) – Ваня Костова („I награда“) (21-во издание)
- 2004 – „Искам с теб“ – Дани Огнянов („Награда на публиката“)
„Да можех“ – Кристина Димитрова и Орлин Горанов („I награда“) (22-ро издание)
- 2005 – „Сънувай ме“ – Марияна Попова и Дани Милев („I награда“) (23-то издание)
- 2006 – „Това море и този бряг“ (м. и т. Милен Македонски, ар. Ефтим Чакъров) – Георги Дюлгеров и Стефан Илчев („Награда на публиката“)
„Мое море“ (м. Митко Щерев, т. Лозан Такев) – Невена Цонева („I награда“) (24-то издание)
- 2007 – „Целувка с дъх на море“ – Найден Милков („Награда на публиката“)
„Като да и не“ – Росица Кирилова („I награда“) (25-о издание)
- 2008 – „Не знаеш“ (м. и ар. Марио Балтаджиев, т. Мартин Ръждашки) – Стефан Лалчев („I награда“)
„Помниш ли, море“ – Кичка Бодурова („Награда на публиката“) (26-о издание)
- 2009 – „Летя“ (м. Теди Кацарова, т. Васил Найденов и Живко Колев, ар. Борис Чакъров – Силвия Кацарова и Васил Найденов („I награда“) (27-о издание)
- 2010 – фестивалът няма състезателен характер, а представлява концерт със стари песни от предишни издания на фестивала (28-о издание)
- 2011 – „В някой друг живот“ (м. Галя Ичеренска, т. Пейо Пантелеев) – Галя Ичеренска (29-о издание)
- 2012 – „Полунощ е“ (м. Стефан Диомов, т. Стефан Диомов) – 5-те сезона („I награда“ и „Награда на публиката“) (30-о издание)
- 2013 – „Как да ти кажа“ (м. Светослав Михайлов, т. Стефка Емилова) – Стефка Емилова („I награда“)
 „Хелоу без гудбай“ (м. Мартин Антонов, т. Иван Танев) – Орлин Горанов и Кристина Димитрова („Награда на публиката“) (31-во издание)
- 2014 – „Импресия“ (м. Александър Савелиев, т. Александър Александров) – Орлин Горанов („I награда“)
 „Всичко е наред“ (м. Светослав Лобошки, т. Лора Гочева-Лора) – Ралица Ангелова и Георги Дюлгеров („Награда на публиката“) (32-ро издание)
- 2015 – „Вече знам“ (м. Светослав Лобошки, т. Живко Колев) – Ивайло Колев („I награда“ и „Награда на публиката“) (33-то издание)[2]
- 2016 – „Отиде си лятото“ (м. Димитър Гетов, т. Живко Колев) – Радко Петков („I награда“)
Морска история (м. Милен Македонски, т. Явор Кирин) – Стефан Илчев и Денислав Новев („Награда на публиката“) (34-то издание)
- 2017 – „Имам във сърцето си море“ (м. Петър Алексиев, т. Ивайло Вълчев) – Вокален ансамбъл „Фортисимо“ („I награда“ и „Награда на публиката“) (35-о издание)
- 2018 – „Как искам времето да върна“ (м. Димитър Гетов, т. Джина Дундова) – Симона Загорова („I награда“)
 „Неочаквано“ (м. Димитър Атанасов, т. Бистра Александрова) – Димитър Атанасов и Гергана Великова („I награда“)
 „Морско синя любов“ (м. Светослав Лобошки, т. Ники Комедвенска) – Стефан Илчев („Награда на публиката“) (36-о издание)
- 2019 – „Това си ти“ (м. Дани Милев, т. Катерина Бакларова) – Дани Милев („I награда“)
 „Мечтай, море!“ (м. Мартин Антонов, т. Татяна Йотова) – Александър Томов („Награда на публиката“) (37-о издание)[3]
- 2020 – не се провежда
- 2021 – „Заклинание“ (м. Петър Алексиев, т. Ивайло Вълчев) – Кристина Дончева и Вокален ансамбъл „Фортисимо“ („I награда“ и „Награда на публиката“) (38-о издание)
- 2022 – „Не те забравям“ (м. и ар. Ефтим Чакъров, т. Красимир Трифонов) – Дани Илиева и Емин Ал-Джунейд („I награда“, „Награда на онлайн слушателите“ и „Награда за най-добър текст“)
 „Преди много луни“ (м. и т. Иван Гогов, ар. Иван Гогов и Деан Вълев) – Дишо и Иван („Награда на публиката“) (39-о издание)
- 2023 – „Само миг“ (м. и т. Костадин Бекирски, ар. Адриано Ангелов) – Костадин Бекирски („I награда“)
 „Бургаско море“ (м. Хайгашод Агасян, т. Татяна Йотова, ар. Светослав Лобошки) – Атанаска Тенева и Сонай Юсеин („Награда на публиката“, „Награда за най-добър текст“)
 „Дом за две звезди“ (м. и ар. Светослав Лобошки, т. Атанас Капралов) – Аня Кесякова и Фиген Шенол („Награда на онлайн слушателите“) (40-о издание)
- 2024 – „Булевардът“ (т. Румен Николов, м. Артур Надосян, ар. Румен Руменов) – Симеон Славев („I награда“)
 „Ти ми обеща“ – Вокален ансамбъл HighLight („Награда на публиката“ и „Награда на онлайн слушателите“)
 „Да отидем там“ (т. Джина Дундова - Панчева, м. Нейко Генчев, ар. Максим Горанов и Георги Милтиядов) – Нейко Генчев („Награда за най-добър текст“) (41-о издание)
- 2025 – „След любовта“ (т. Костадин Филипов, м. Георги Дюлгеров, ар. Красимир Гюлмезов) – Георги Дюлгеров („I награда“) 
 „Спомен от преди“ (т. Ружа Матеева, м. Георги Милтиядов, ар. Георги Милтиядов) – Филип Донков („Награда на публиката“) 
 „Посоката към мен“ (т. Явор Кирин, м. Светослав Лобошки, ар. Светослав Лобошки) – Бояна Карпатова („Награда на онлайн слушателите“) 
 „Август“ (т. Вили Русева, м. Иван Кръстев, ар. Георги Цветков) – Вили Русева („Награда за най-добър текст“) (42-о издание)

## Награден фонд
В песенния конкурс към 2022 г. има следното разпределение на наградния фонд:
- I награда – 4500 лв. и пластика
- II награда – 2500 лв. и пластика
- III награда – 1000 лв. и пластика
- Награда на публиката – 2000 лв. и пластика
- Награда на онлайн слушателите – 1000 лв. и пластика